# 신촌초등학교 (충남)
신촌초등학교는 대한민국 충청남도 당진시에 있는 공립 초등학교이다.

## 학교 연혁
- 1937년 9월 26일: 합남(合南) 공립보통학교 설립인가
- 1937년 9월 26일: 합남공립보통학교 인가 및 개교
- 1938년 4월 1일: 합남 공립 심상소학교로 개명
- 1938년 5월 11일: 박병열 기증, 교사 신축 (본관 3교실 준공)
- 1940년 4월 1일: 관사 신축, 부속건물 1동 신축 (3학급)
- 1941년 4월 1일: 합덕신촌(合德新村)공립국민학교로 개명 (4학급)
- 1941년 9월 27일: 박원신 기증, 교사증축 (본관 동편 4교실 증축)
- 1946년 3월 1일: 신촌(新村)공립국민학교로 개명 (9학급)
- 1950년 3월 1일: 신촌국민학교로 개명 (11학급)
- 1961년 5월 15일: 2교실 증축, 부속건물 1동 증축 (16학급)
- 1966년 7월 12일: 2교실 증축 (18학급)
- 1981년 3월 1일: 신촌국민학교병설유치원 설립 인가
- 1981년 3월 12일: 신촌초등학교병설유치원 개원
- 1987년 3월 1일: 초등학교 12학급, 병설유치원 2학급
- 1992년 4월 1일: 신촌초등학교 동창회명부 발행
- 1992년 10월 28일: 군지정 시범학교 운영 보고회
- 1996년 3월 1일: 2교실 증축 (18학급)
- 1996년 9월 26일: 개교 60주년 기념동창회체육대회 개최, 기념탑 건립
- 2010년 3월 1일: 정서함양 군지정 시범학교 운영 (1년)
- 2011년 9월 1일: 교문 재건축 정원 및 생울타리 조성
- 2012년 9월 1일: 후동 교실 2칸 (1층 방과후교실, 2층 도서실)
- 2015년 2월 13일: 제73회 졸업생 6명 배출(총 6,081명)
- 2016년 2월 5일: 제 74회 졸업생 6명 배출(총 6,087명)
- 2016년 3월 1일: 초등학교 4학급, 유치원 1학급 편성
- 2017년 2월 5일: 제 75회 졸업생 8명 배출(총 6,095명)
- 2017년 3월 1일: 초등학교 5학급, 유치원 1학급 편성

## 참고 자료
- 신촌초등학교 - 한국교육학술정보원 학교알리미